# Body painting

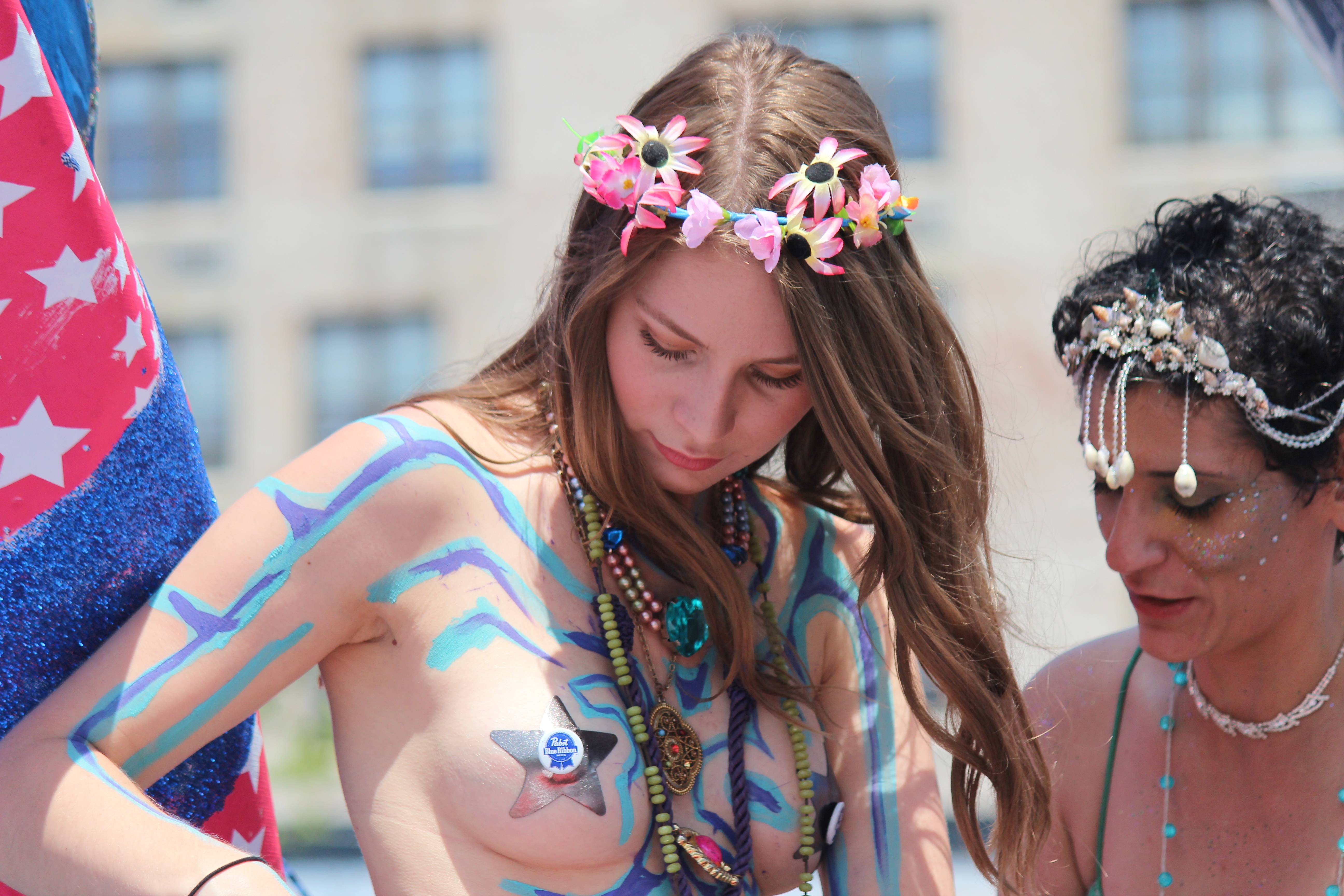
Một cô gái trong Coney Island Mermaid Parade 2013

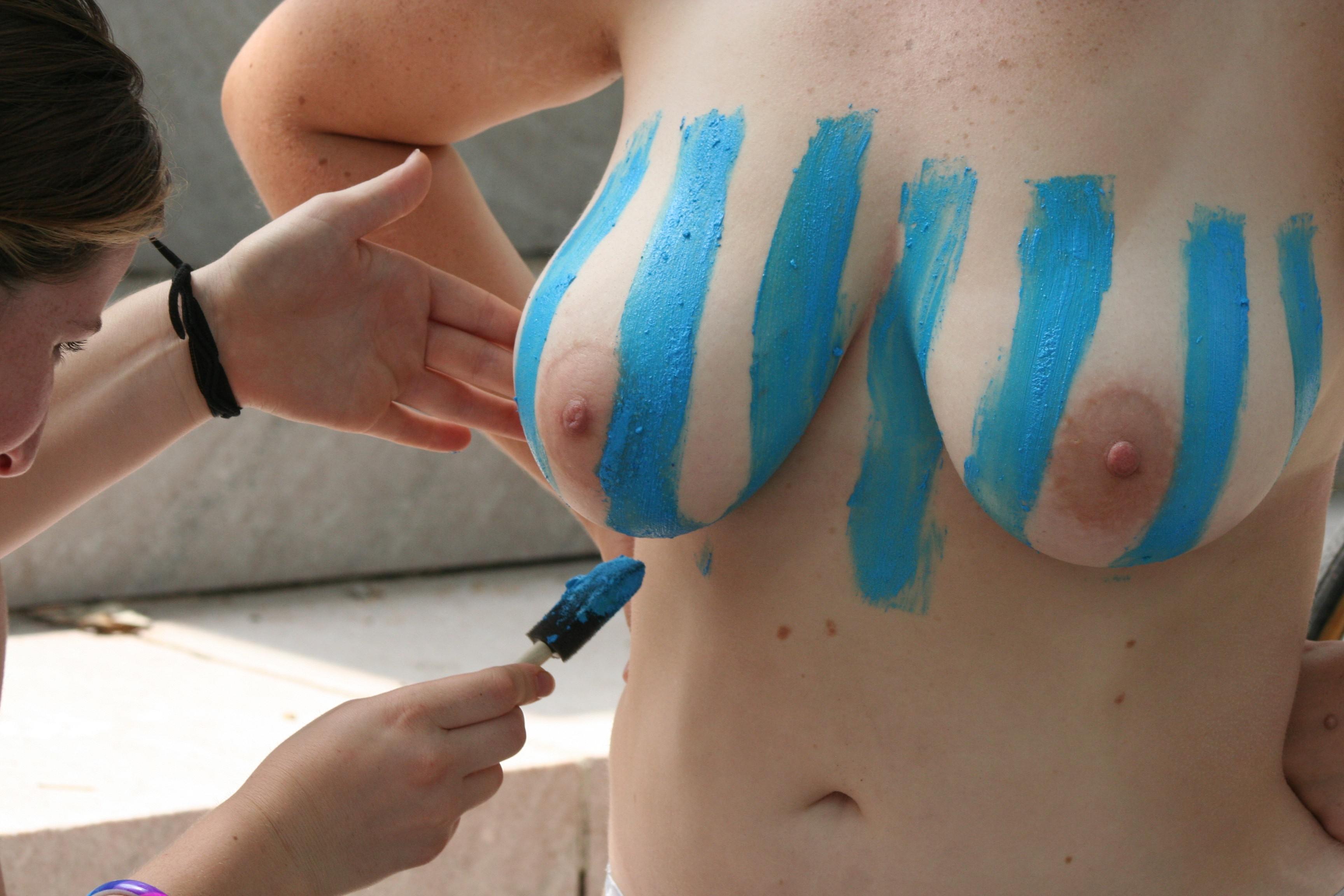
Vẽ lên thân thể bằng sơn

Body painting hay còn gọi là nghệ thuật vẽ lên thân thể được xem như một hình thức của nghệ thuật thân thể, một loại hình nghệ thuật được thực hiện trên/bằng/hoặc bao gồm thân thể, chẳng hạn như vẽ thân thể, xăm hình, trình diễn, đeo khuyên, khắc/đốt hình sẹo. Không giống như hình xăm hay các hình thức khác của nghệ thuật thân thể, tác phẩm nghệ thuật vẽ lên thân thể có tính ngắn hạn, thường chỉ kéo dài được vài giờ. Nghệ thuật vẽ lên thân thể cũng được gọi là "xăm mình tạm thời". Nghệ thuật vẽ trên thân thể chỉ giới hạn ở khuôn mặt được gọi là nghệ thuật vẽ lên khuôn mặt. Nó được gọi là nghệ thuật vẽ mặt (mặt nạ hoặc mặt người) nếu phạm vi của nó giới hạn ở khuôn mặt.

## Thời cổ xưa
Đã có các bức tranh hang động bởi tổ tiên loài người từ hàng chục hoặc hàng trăm ngàn năm trước, một số học giả cho rằng vật liệu bức tranh đã được sử dụng bởi tổ tiên loài người để vẽ cơ thể của mình. Nghệ thuật vẽ lên thân thể bằng đất sét và các sắc tố tự nhiên khác tồn tại trong hầu hết, nếu không phải tất cả các nền văn hóa bộ lạc. Thường được mặc trong các buổi lễ, nó vẫn tồn tại theo hình thức cổ xưa trong số những người dân bản địa của Australia, New Zealand, các đảo Thái Bình Dương và các bộ phận của châu Phi.
Một hình thức bán vĩnh cửu của nghệ thuật hội họa lên cơ thể được gọi là Mehndi, sử dụng thuốc nhuộm làm bằng lá móng (vì thế còn được gọi chứ không phải sai lầm là "hình xăm lá móng tay"), đã và vẫn được thực hiện ở Ấn Độ và Trung Đông, đặc biệt là các cô dâu. Kể từ cuối những năm 1990, Mehndi đã trở thành phổ biến trong phụ nữ trẻ trong thế giới phương Tây. Người dân bản địa của Nam Mỹ theo truyền thống sử dụng annatto, huito, hoặc than củi ướt để trang trí khuôn mặt và cơ thể của họ. Huito là bán vĩnh cửu, và nó thường mất nhiều tuần cho thuốc nhuộm màu đen mờ dần. Diễn viên và những chú hề trên thế giới đã vẽ mặt và đôi khi các cơ thể trong nhiều thế kỷ, và tiếp tục làm như vậy ngày hôm nay.
Hình thức vẽ lên mặt dịu hơn hàng ngày phát triển thành những mỹ phẩm mà chúng ta biết ngày nay. Người ta còn nhìn thấy tính biểu hiện quyền lực của vẽ lên cơ thể qua cách các băng đảng tội phạm Yakuza ở Nhật xăm các hình vẽ rồng, hoa, phong cảnh, các biểu tượng bí ẩn lên cơ thể. Đến nay, vẽ cơ thể vẫn còn trong tập quán của thổ dân ở châu Úc, New Zealand, châu Phi hay các đảo quốc vùng Thái Bình Dương. Chất liệu được sử dụng thường là đất sét, các chất nhuộm màu có trong thiên nhiên. Người ta còn nhìn thấy tính biểu hiện quyền lực của vẽ lên cơ thể qua cách các băng đảng tội phạm Yakuza ở Nhật xăm các hình vẽ rồng, hoa, phong cảnh, các biểu tượng bí ẩn lên cơ thể. 

## Thời hiện đại
Vào khoảng thập niên 60 của thế kỷ 20, trong bối cảnh xã hội bắt đầu cởi mở hơn với hình ảnh khỏa thân, đã có một sự hồi sinh của vẻ lên cơ thể trong xã hội phương Tây, các nghệ sĩ phương Tây bắt đầu tìm kiếm ở nghệ thuật vẽ cơ thể những cách biểu đạt mới, theo cách khiêu khích và gây sốc, để thông điệp của họ gây được chú ý. Thậm chí ngày nay có một cuộc tranh luận liên tục về tính hợp pháp của nghệ thuật vẽ lên cơ thể là một hình thức nghệ thuật. Sự hồi sinh hiện đại có thể có từ dịp Hội chợ Thế giới 1933 tại Chicago khi Max Factor, Sr. và người mẫu Sally Rand của mình bị bắt vì gây ra một sự xáo trộn công chúng khi ông vẽ lên cơ thể cô bằng đồ hóa trang mới của mình theo cách thức cho các phim Hollywood. Hình trên cơ thể ngày nay tiến triển theo hướng thần thoại cá nhân, như Jana Sterbak, Rebecca Horn, Youri Messen-Jaschin hoặc Javier Perez.
Nghệ thuật vẽ lên thân thể không phải lúc nào những tác phẩm lớn trên cơ thể hoàn toàn khỏa thân, nhưng có thể liên quan đến các phần nhỏ hơn trên vùng phô diễn của cơ thể nếu không hở. Những nghệ sĩ như Verushka đã sáng tạo được những hình ảnh biến ảo kỳ diệu trên thân thể, khiến nó như thể tan biến vào thiên nhiên và trở thành một phần của môi trường. Mà ngày nay được quân đội và lực lượng an ninh ở nhiều nước sử dụng như một kỹ thuật nghiệp vụ giả trang hoặc giấu mình. Từ khoảng thập niên 90 trở lại đây, nhiều thay đổi quan trọng của nghệ thuật vẽ lên thân thẻ đã giúp nó thích nghi với nhiều độ tuổi. Mà điển hình nhất là việc kết hợp với bộ môn nghệ thuật xăm mình Mehndi của Ấn Độ trong việc tạo những hình vẽ trên da bằng cách đắp thảo dược (cây lá móng, nguyên liệu được dùng trong thuốc nhuộm tóc). Hình vẽ để lại trên da kéo dài được từ một đến hai tuần và không gây đau đớn cho người mẫu. 